# Andrew Hutchinson
Andrew Hutchinson (né le 24 mars 1980 à Evanston, dans l'État de l'Illinois aux États-Unis) est un joueur professionnel de hockey sur glace évoluant à la position de défenseur.

## Carrière
Alors qu'il complète sa première saison avec les Spartans de Michigan State, club universitaire évoluant dans la division Central Collegiate Hockey Association du Championnat NCAA, il se voit être réclamé au deuxième tour par les Predators de Nashville lors du repêchage d'entrée de 1999 de la Ligue nationale de hockey. Hutchinson retourne néanmoins avec les Spartans pour les trois saisons suivantes, récoltant au passage le titre de défenseur par excellence de la CCHA lors de la saison 2000-2001.
Il devient joueur professionnel au terme de la saison 2001-2002, rejoignant pour cinq rencontres le club affilié aux Predators dans la Ligue américaine de hockey, les Admirals de Milwaukee. Après avoir partagé la saison suivante entre ces derniers et le Storm de Toledo, club de l'ECHL, Hutchinson obtient en 2003-2004 ses toutes premières présences en LNH, prenant part à dix-huit rencontres où il obtient un total de huit points. Il termine cette saison avec les Admirals, aidant ceux-ci à mettre la main sur la Coupe Calder, trophée remis à l'équipe championne des séries éliminatoires dans la LAH.
À l'été 2005, les Predators l'échange aux Hurricanes de la Caroline en retour d'un choix au repêchage. Bien qu'il ne joue que 77 parties en deux saisons, il est retenu pour représenter l'équipe nationale des États-Unis lors du championnat du monde de 2007. Hutchinson passe à l'été suivante aux mains des Rangers de New York, il rejoint alors leur club affilié, le Wolf Pack de Hartford. Il ne joue cependant qu'une saison avec ces derniers.
Devenant joueur autonome à l'été 2008, il accepte un contrat avec le Lightning de Tampa Bay. Il ne joue que vingt-deux rencontres pour cette formation avant d'être échangé à nouveau, cette fois au Stars de Dallas.
Le 7 juillet 2010 il signe comme agent libre avec les Penguins de Pittsburgh.

## Statistiques

### Statistiques en club
| Saison     | Équipe                            | Ligue      |     | Saison régulière | Saison régulière | Saison régulière | Saison régulière | Saison régulière |   | Séries éliminatoires | Séries éliminatoires | Séries éliminatoires | Séries éliminatoires | Séries éliminatoires |
| Saison     | Équipe                            | Ligue      | PJ  | B                | A                | Pts              | Pun              | PJ               | B | A                    | Pts                  | Pun                  |                      |                      |
| 1998-1999  | Spartans de Michigan State        | CCHA       | 35  | 3                | 12               | 15               | 26               |                  |   |                      |                      |                      |                      |                      |
| 1999-2000  | Spartans de Michigan State        | CCHA       | 42  | 5                | 12               | 17               | 64               |                  |   |                      |                      |                      |                      |                      |
| 2000-2001  | Spartans de Michigan State        | CCHA       | 42  | 5                | 19               | 24               | 46               |                  |   |                      |                      |                      |                      |                      |
| 2001-2002  | Spartans de Michigan State        | CCHA       | 39  | 6                | 16               | 22               | 24               |                  |   |                      |                      |                      |                      |                      |
| 2001-2002  | Admirals de Milwaukee             | LAH        | 5   | 0                | 1                | 1                | 0                |                  |   |                      |                      |                      |                      |                      |
| 2002-2003  | Admirals de Milwaukee             | LAH        | 63  | 9                | 17               | 26               | 40               | 3                | 1 | 0                    | 1                    | 0                    |                      |                      |
| 2002-2003  | Storm de Toledo                   | ECHL       | 10  | 2                | 5                | 7                | 4                |                  |   |                      |                      |                      |                      |                      |
| 2003-2004  | Predators de Nashville            | LNH        | 18  | 4                | 4                | 8                | 4                |                  |   |                      |                      |                      |                      |                      |
| 2003-2004  | Admirals de Milwaukee             | LAH        | 46  | 12               | 12               | 24               | 39               | 22               | 5 | 11                   | 16                   | 33                   |                      |                      |
| 2004-2005  | Admirals de Milwaukee             | LAH        | 76  | 10               | 35               | 45               | 79               | 7                | 1 | 3                    | 4                    | 8                    |                      |                      |
| 2005-2006  | Hurricanes de la Caroline         | LNH        | 36  | 3                | 8                | 11               | 18               |                  |   |                      |                      |                      |                      |                      |
| 2006-2007  | Hurricanes de la Caroline         | LNH        | 41  | 3                | 11               | 14               | 30               |                  |   |                      |                      |                      |                      |                      |
| 2007-2008  | Wolf Pack de Hartford             | LAH        | 67  | 18               | 46               | 64               | 66               | 5                | 2 | 2                    | 4                    | 4                    |                      |                      |
| 2008-2009  | Admirals de Norfolk               | LAH        | 20  | 1                | 12               | 13               | 14               |                  |   |                      |                      |                      |                      |                      |
| 2008-2009  | Lightning de Tampa Bay            | LNH        | 2   | 0                | 0                | 0                | 0                |                  |   |                      |                      |                      |                      |                      |
| 2008-2009  | Stars de Dallas                   | LNH        | 38  | 2                | 3                | 5                | 12               |                  |   |                      |                      |                      |                      |                      |
| 2009-2010  | Stars du Texas                    | LAH        | 78  | 9                | 29               | 38               | 50               | 21               | 5 | 11                   | 16                   | 14                   |                      |                      |
| 2010-2011  | Penguins de Pittsburgh            | LNH        | 5   | 0                | 1                | 1                | 6                |                  |   |                      |                      |                      |                      |                      |
| 2010-2011  | Penguins de Wilkes-Barre/Scranton | LAH        | 54  | 7                | 29               | 36               | 29               | 12               | 0 | 5                    | 5                    | 0                    |                      |                      |
| 2011-2012  | Barys Astana                      | KHL        | 53  | 3                | 11               | 14               | 40               | 7                | 3 | 3                    | 6                    | 10                   |                      |                      |
| 2012-2013  | Barys Astana                      | KHL        | 40  | 2                | 12               | 14               | 22               | 7                | 0 | 0                    | 0                    | 10                   |                      |                      |
| 2013-2014  | EV Zoug                           | LNA        | 33  | 4                | 11               | 15               | 22               | -                | - | -                    | -                    | -                    |                      |                      |
| 2014-2015  | KHL Medveščak                     | KHL        | 53  | 4                | 11               | 15               | 75               | -                | - | -                    | -                    | -                    |                      |                      |
| Totaux LNH | Totaux LNH                        | Totaux LNH | 140 | 12               | 27               | 39               | 70               |                  |   |                      |                      |                      |                      |                      |

### Statistiques en équipe nationale
| Année | Équipe     | Compétition          |   | PJ | B | A | Pts | Pun      |  | Résultat |
| 2007  | États-Unis | Championnat du monde | 7 | 3  | 1 | 4 | 2   | 5e place |  |          |

## Honneurs et trophées
Central Collegiate Hockey Association
- nommé dans la deuxième équipe d'étoiles en 2001 et 2002.

NCAA
- nommé dans la deuxième équipe d'étoiles de l'Ouest des États-Unis en 2002.

Ligue américaine de hockey
- Vainqueur de la Coupe Calder avec les Admirals de Milwaukee en 2004.
- nommé dans la première équipe d'étoiles en 2008.
- Vainqueur du trophée Eddie-Shore remis au défenseur par excellence de la ligue en 2008.

## Transactions en carrière
- Repêchage 1999 : repêché par les Predators de Nashville (2e choix de l'équipe, 54e au total).
- 29 juillet 2005 : échangé par les Predators aux Hurricanes de la Caroline en retour du choix de troisième ronde des Coyotes de Phoenix au repêchage de 2005 (choix acquis précédemment, les Predators sélectionnent avec ce choix Teemu Laakso).
- 17 juillet 2007 : échangé par les Hurricanes avec Joe Barnes et le choix de troisième ronde de la Caroline au repêchage de 2008 (les Rangers sélectionnent avec ce choix Ievgueni Gratchiov) aux Rangers de New York en retour de Matt Cullen.
- 9 juillet 2008 : signe à titre d'agent libre avec le Lightning de Tampa Bay.
- 30 novembre 2008 : échangé par le Lightning aux Stars de Dallas en retour de Lauri Tukonen.
- 7 juillet 2010 : signe comme agent libre avec les Penguins de Pittsburgh.